# Megapixel
A megapixel a digitális fényképezőgépek, webkamerák és még néhány képdigitalizáló eszköz felbontóképességének jellemzésére szolgáló mutatószám. Azt mutatja meg, hogy az adott eszközben hány darab fényérzékelő elem található, vagyis milyen maximális felbontásban tud digitális képet alkotni.
A ma használatban lévő készülékek többsége több millió képpontra (pixelre) bontja a digitalizálandó képet, ezért vált közkeletűvé a „mega” prefixummal ellátott egység, mintha mértékegység lenne: 1 megapixel = 1 000 000, azaz egymillió képpont.
A megapixelben megadott felbontóképesség vagy képpontszám meghatározható a digitalizáló mátrixban lévő  függőleges oszlopok és vízszintes sorok számának összeszorzásával.
Például, ha egy digitális fényképezőgépben a képérzékelő CCD chipen 1536 sorban soronként 2048 darab fényérzékelő pont van integrálva, akkor az 3,1 megapixelt jelent (1536 × 2048 = 3 145 728).
A gyártók – marketingszempontoknak engedve – egy eszközről többféle értéket is közzétehetnek. A felhasználhatóságot a valós pixelszám (vagy effektív pixelszám) jelenti.